# Proutiella repetita
Proutiella repetita là một loài bướm đêm thuộc họ Notodontidae. It seems to be đặc hữu của miền đông Colombia.